# (37413) 2001 XB184
2001 XB184 (asteroide 37413) é um asteroide da cintura principal. Possui uma excentricidade de 0.11916890 e uma inclinação de 5.32953º.
Este asteroide foi descoberto no dia 14 de dezembro de 2001 por LINEAR em Socorro.